# Сумасшедшая помощь
«Сумасшедшая помощь» — российский художественный фильм Бориса Хлебникова 2009 года. Премьера фильма состоялась 8 февраля 2009 года в рамках 59-го Берлинского международного кинофестиваля.

## Сюжет
Действие фильма начинается с приезда белорусского гастарбайтера Евгения в Москву, где его избивают местные гопники, которые забирают у него все вещи и оставляют без средств к существованию. Но по счастливому стечению обстоятельств его приютил незнакомый сумасшедший инженер, одержимый идеей свершения добрых дел. Вместе они находят корень всеобщего зла — участкового уполномоченного, боящегося увольнения со службы.
Сюжет фильма таков, что у персонажей не остается иного выбора, кроме ухода в вымышленный мир. У зрителей, впрочем тоже. По признанию режиссёра в фильме не планировался какой-либо политический подтекст. Режиссёр дал главную роль Евгению Сытому, который появляется в каждом фильме Хлебникова. Режиссёр хотел показать жизнь простого человека и вывернуть наизнанку душу гастарбайтера.

## Награды
- 2009 — «Приз федерации киноклубов России за лучший фильм российской программы на 31 ММКФ»
- «Специальным призом газеты „Московский комсомолец“» («за добрый фильм, снятый в недоброе время»)
- «Национальная премия кинокритики и кинопрессы „Белый Слон“» — за лучшую женскую роль второго плана, сыгранную Анной Михалковой
- 2010 — премия «Ника» за лучшую мужскую роль второго плана, сыгранную Сергеем Дрейденом[3]

## В ролях
- Евгений Сытый — гастарбайтер-белорус
- Сергей Дрейден — инженер
- Анна Михалкова — дочка
- Игорь Черневич — участковый Семён Романович Годеев
- Татьяна Токарева — жена Годеева
- Людмила Моторная — сестра Евгения
- Сергей Наседкин — дядя Сергей
- Михаил Колодяжный — человек из плацкарта
- Александр Обласов — начальник отделения
- Александр Яценко — участковый Кольцов
- Никита Емшанов — участковый Семков
- Наталья Громушкина — богачка
- Инна Стерлигова — работница почты
- Александр Белкин — первый белорус
- Владимир Коробейников — второй белорус
- Сергей Пестриков — третий белорус
- Сергей Бурунов — грабитель
- Александр Усердин — мужик

А также: Марьяна Черенкова, Людмила Халилуллина, Денис Муляр, Сергей Шевченко, Алексей Хрипач, Любовь Учаева, Кирилл Кяро, Мария Чиркова, Холмурод Имонов, Саломат Алимова, Олег Валкман, Марина Карабанова, Андрей Монахов, Евгений Прохоров, Диана Степанова, Светлана Субботина.
Озвучивание:
- Александр Гордон — голос диктора